# كاينبوليس (مصر)
كاينبوليس (بالإغريقية: Καινὴ πόλις)‏، تسمى أيضًا كايني أو كين (Καινή)، كانت مدينة في مصر القديمة جنوب مدينة أخميم في طيبة. كانت تقع على الضفة الشرقية لنهر النيل، علي بعد مسافة 2 ميل (3.2 كيلومتر) شمال غرب مدينة قفط. ذكر هيرودوت مدينة نيابوليس (Νέη πόλις)، بالقرب من أخميم في صعيد مصر، والتي من الممكن أن تكون هي نفسها مدينة كينيبوليس. سميت المدينة لاحقًا بأسم ماكسيميانوبوليس Maximianopolis (Μαξιμιανοῦ Πόλις). يقع موقعها الحالي بالقرب من قنا الحديثة.
طبقا لـ قائمة الرتب و الوظائف كانت هذه المدينة هي محطة الجناح الثالث للجمال ( Ala III Dromedariorum ) (وحدة رومانية تتكون من دروميداري.)

## أنظر أيضا
- قائمة المدن والبلدات المصرية القديمة